# Sierra japonesa

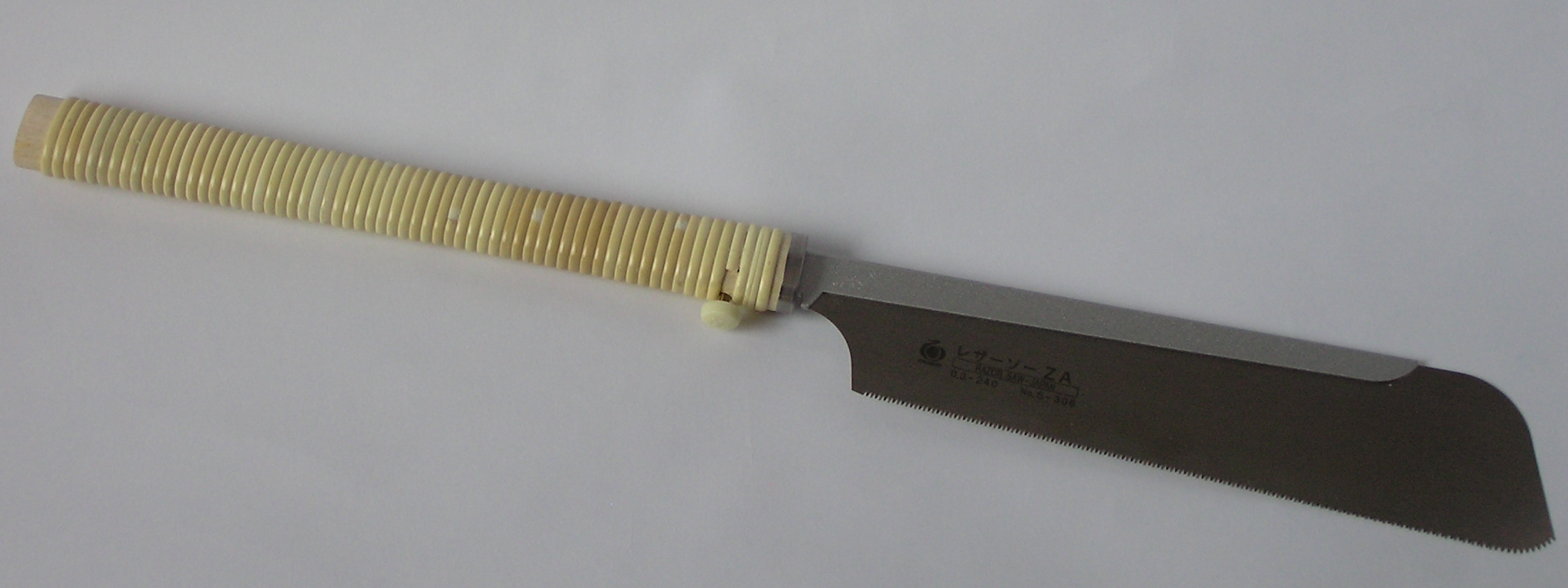
Dozuki.

La sierra japonesa o nokogiri (鋸nokogiri'?) es un tipo de sierra de mano usada en la carpintería japonesa que a diferencia de las sierras utilizadas en occidente corta al tirar de la sierra, no al empujar. Esto permite realizar cortes finos con mayor eficiencia, dejando incisiones más angostas. Como contrapartida, el corte al tirar no permite aplicar fácilmente el peso del cuerpo a la herramienta.

## Tipos
- Dōzuki (胴付鋸?)

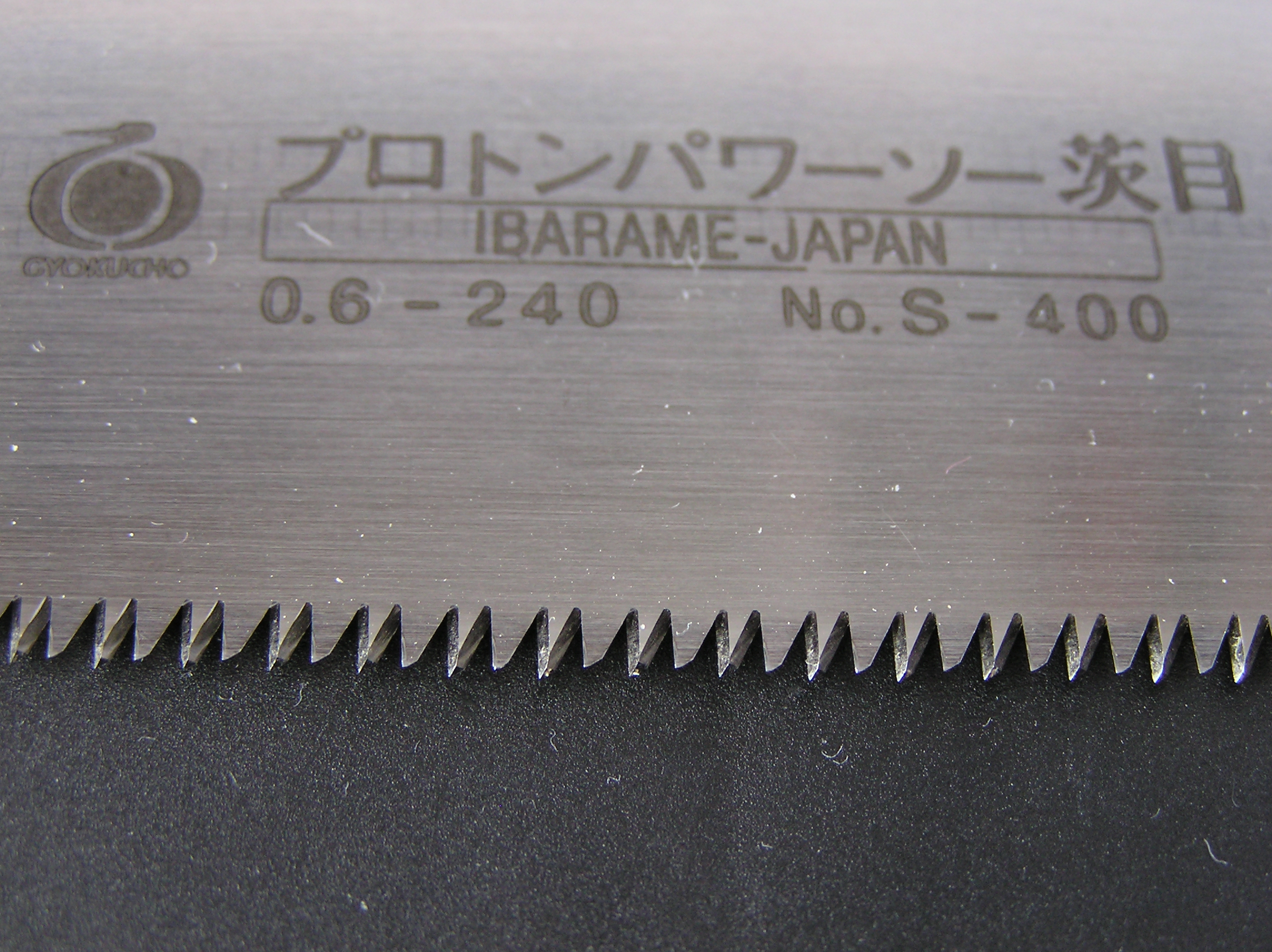
Detalle de los dientes de una sierra dozuki.

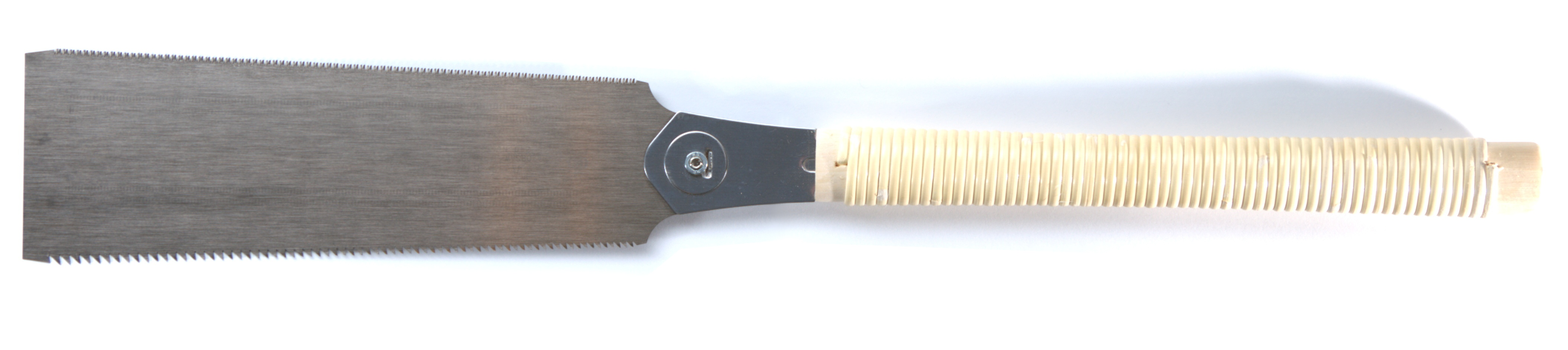
Ryoba con dos bordes cortantes

Un tipo de serrucho de costilla. El término japonés significa «tronco adjunto», por lo tanto, una sierra con una tira de refuerzo adosada, como un serrucho de costilla.
- Ryōba (両刃?)

Sierra de carpintería multipropósito con dos bordes cortantes . La palabra japonesa significa  «doble filo». Uno de los filos es para cortar a través de la veta (yokobiki), mientras que el otro se utiliza para cortar según la veta de la madera (tatebiki). 
- Azebiki (あぜ引き?)

Una pequeña sierra  ryōba utilizada para calar la madera en lugar de empezar el corte por el borde. El filo tiene una curva convexa que permite cortar en cualquier parte de la superficie de una placa o tablero.
- Mawashibiki (回し引き?)

Una sierra fina utilizada para cortes curvos, versión japonesa de una sierra de calar. 
- Kaeba (替え刃?)

Una sierra con hoja intercambiable. La palabra japonesa significa «filo intercambiable».

### Otras sierras japonesas
- Oga

Gran sierra para dos personas utilizada para cortar tablones según la veta en la época previa a las sierras mecánicas.

Y sus partes son